# قلمی‌ماران
قلمی‌ماران (نام علمی: Leptotyphlopidae) نام یک تیره از زیرراسته مار است.